# Lars-Åke Bergseije
Lars-Åke Bergseije – szwedzki skoczek narciarski, uczestnik Mistrzostw Świata w Narciarstwie Klasycznym 1962.
W lutym 1962 uczestniczył w mistrzostwach świata w Zakopanem. W konkursie skoków na skoczni K-90 zajął 24. miejsce, a na skoczni K-60 był 32.
W latach 1955–1960 startował także w konkursach Turnieju Czterech Skoczni. Jego najlepszy występ to ósme miejsce w konkursie w Garmisch-Partenkirchen (1 stycznia 1955).

## Osiągnięcia

### Mistrzostwa świata
| Mistrzostwa    | Data           | Skocznia | Konkurs | Skok 1    | Skok 1 | Skok 2    | Skok 2 | Skok 3    | Skok 3 | Nota łączna | Miejsce | Strata | Zwycięzca        | Źródło |
| Mistrzostwa    | Data           | Skocznia | Konkurs | Odległość | Nota   | Odległość | Nota   | Odległość | Nota   | Nota łączna | Miejsce | Strata | Zwycięzca        | Źródło |
| -------------- | -------------- | -------- | ------- | --------- | ------ | --------- | ------ | --------- | ------ | ----------- | ------- | ------ | ---------------- | ------ |
| 1962, Zakopane | 21 lutego 1962 | normalna | ind.    | 61,0      | 93,4   | 64,5      | 100,9  | 64,5      | 65,6   | 194,3       | 32.     | 29,3   | Toralf Engan     | [ 1 ]  |
| 1962, Zakopane | 25 lutego 1962 | duża     | ind.    | 90,0      | 100,4  | 91,5      | 102,4  | 85,5      | 92,4   | 202,8       | 24.     | 38,6   | Helmut Recknagel | [ 2 ]  |